# Bruinkaphoningeter
De bruinkaphoningeter (Xanthotis macleayanus) is een zangvogel uit de familie Meliphagidae (honingeters). Deze vogel is genoemd naar de Schots-Australische natuuronderzoeker William John Macleay (1820-1891).

## Verspreiding en leefgebied
Deze soort komt voor in het zuidoosten van het Kaap York-schiereiland in het noordoosten van Australië.

## Status
De grootte van de populatie is niet gekwantificeerd maar de soort wordt omschreven als algemeen. Op de Rode lijst van de IUCN heeft deze soort de status niet bedreigd.